# Manduca brasiliensis
Manduca brasiliensis är en fjärilsart som beskrevs av Jordan 1911. Manduca brasiliensis ingår i släktet Manduca och familjen svärmare. Inga underarter finns listade i Catalogue of Life.

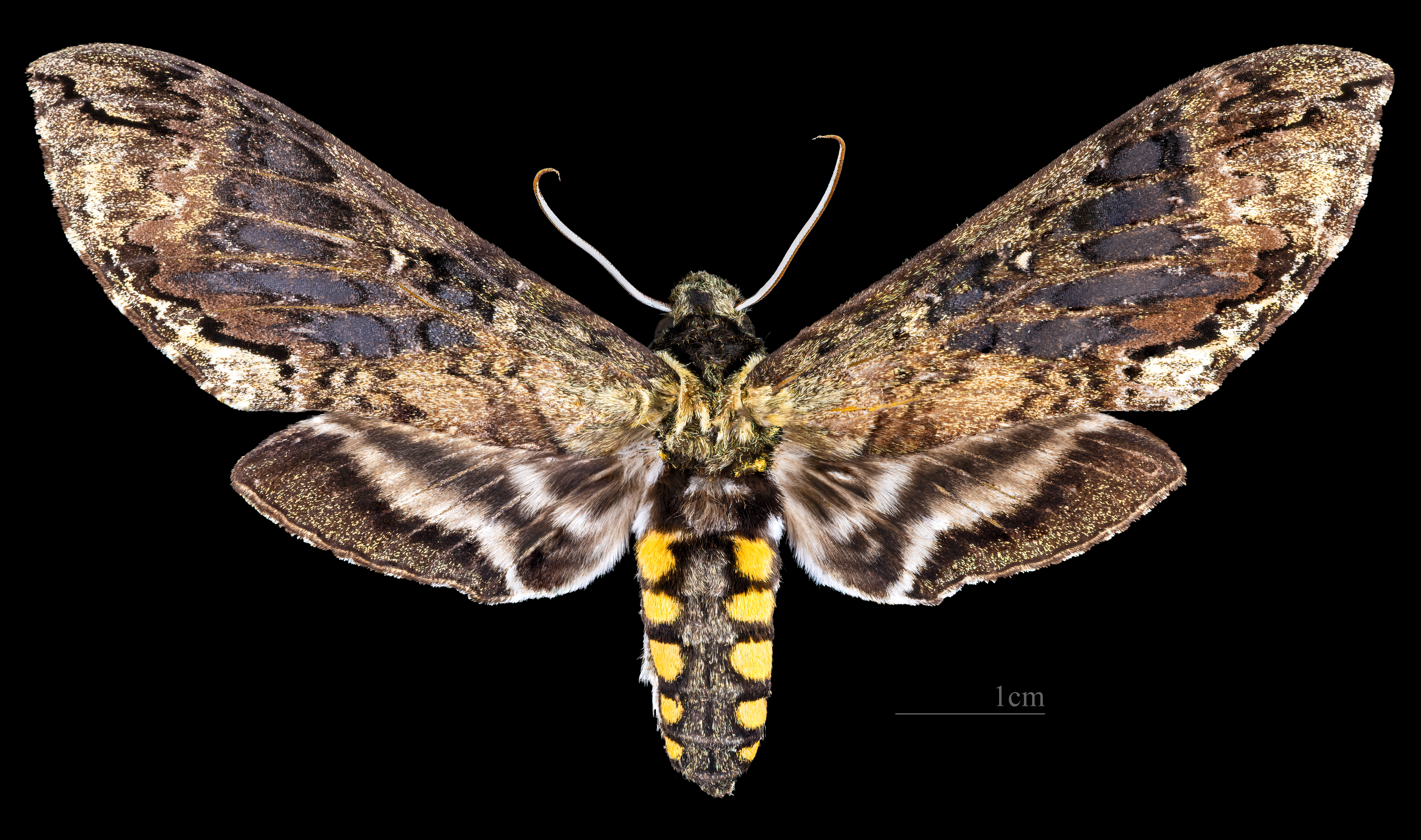
Manduca brasiliensis ♀
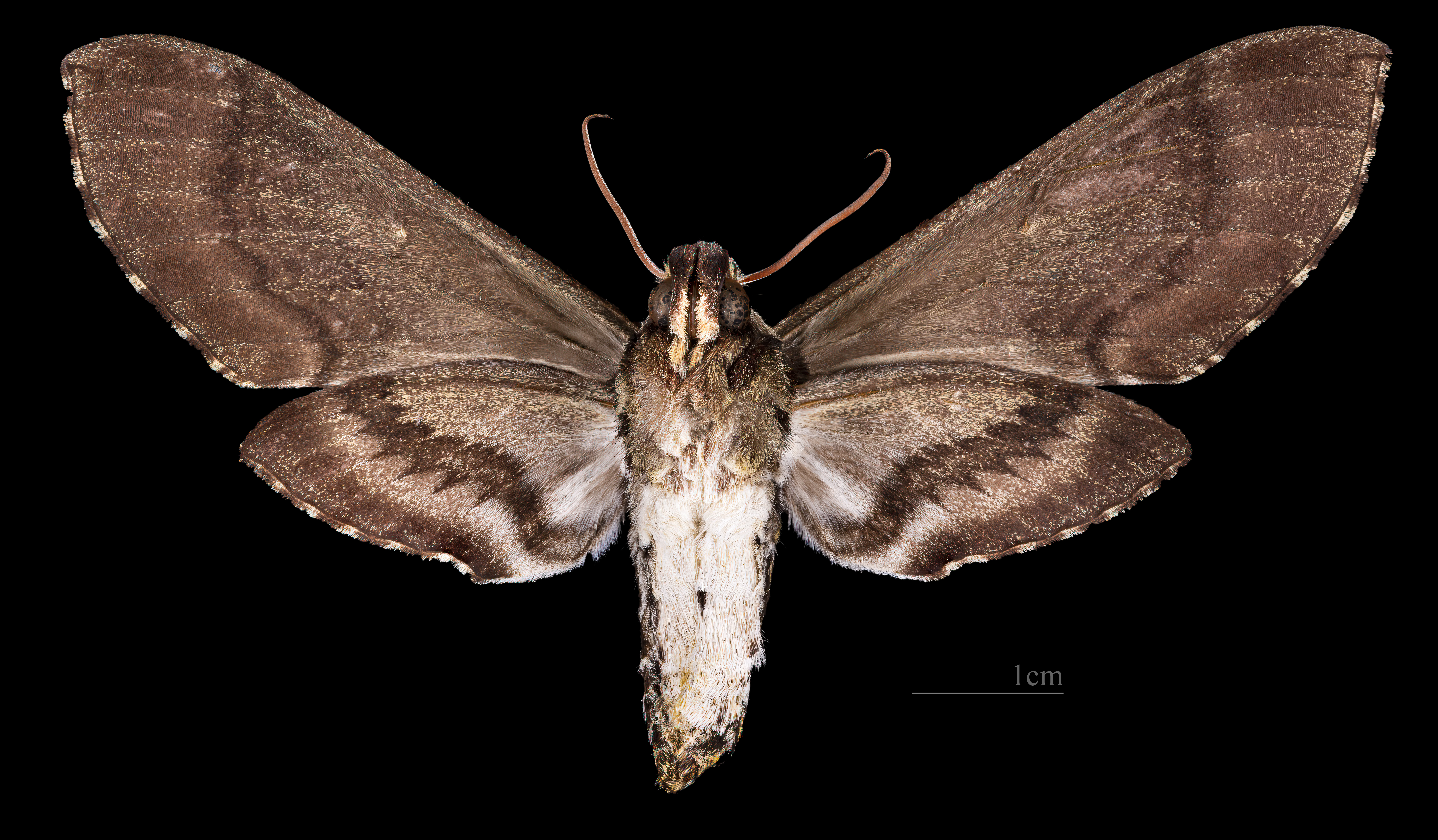
Manduca brasiliensis  ♀ △